# Antonio Faraone
Antonio Faraone (Messina, ... – Catania, 29 luglio 1572) è stato un vescovo cattolico italiano.

## Biografia
Nacque a Messina, sede dell'omonima arcidiocesi da famiglia nobile.
Teologo e cappellano di re Filippo II, fu da questi presentato, nella sua qualità di re di Sicilia, come vescovo di Cefalù il 20 novembre 1561 e nominato da papa Pio IV il 17 aprile 1562. Ricevette l'ordinazione episcopale  da Gian Antonio Fassano, vescovo ausiliare di Monreale.
Il 9 febbraio 1569 papa Pio V lo trasferì alla sede di Catania.
Morì a Catania il 29 luglio 1572.

## Genealogia episcopale
La genealogia episcopale è:
- Cardinale Girolamo Grimaldi
- Arcivescovo Martinho de Portugal
- Arcivescovo Alfonso Oliva, O.S.A.
- Vescovo Gian Antonio Fassano
- Vescovo Antonio Faraone